# Horcotes
Genre
Horcotes est un genre d'araignées aranéomorphes de la famille des Linyphiidae.

## Distribution
Les espèces de ce genre se rencontrent en zone holarctique.

## Liste des espèces
Selon World Spider Catalog (version 16.5, 8/10/2015) :
- Horcotes quadricristatus (Emerton, 1882)
- Horcotes strandi (Sytshevskaja, 1935)
- Horcotes uncinatus Barrows, 1945

## Publication originale
- Crosby & Bishop, 1933 : American spiders: Erigoneae, males with cephalic pits. Annals of the Entomological Society of America, vol. 26, p. 105-172.